# Ésta es su vida (España)
Ésta es su vida fue un programa emitido por Televisión Española.

## Historia
Sobre la idea del programa de televisión norteamericano This is your life, de Ralph Edwards. El programa comenzó a emitirse el 3 de octubre de 1962 (espacio dedicado a José Samitier), presentado por el periodista Federico Gallo, con dirección de Eugenio Pena y guiones de Manuel del Arco y José Felipe Vila-San Juan. El programa finalizó el 30 de junio de 1968 tras 147 emisiones. 
25 años después, el 17 de junio de 1993 comenzó una nueva etapa conducida por Ricardo Fernández Deu (en un programa dedicado a Ladislao Kubala), aunque sin alcanzar la popularidad y el éxito logrados en la década de los sesenta.
Fue considerado por el Grupo Joly uno de los cien mejores programas de la historia de la televisión en España.

## Formato
El espacio se centraba en realizar un recorrido por la vida de un personaje popular, presente en el plató, aportando información inédita sobre su biografía y con la presencia de invitados que en algún momento u otro hubiesen tenido relación con el homenajeado.
El programa apelaba constantemente al sentimentalismo, recreándose en las a veces intensas emociones expermientadas por el personaje de turno, al reencontrarse con personas con las que había mantenido algún tipo de relación profesional o personal en el pasado.

## Invitados
Entre los invitados homenajeados en el plató de Ésta es su vida figuran: Mariemma, Alberto Closas, Vicente Trueba, Miguel Ligero Rodríguez, Federico Martín Bahamontes, Guadalupe Muñoz Sampedro, Benito Perojo, Manuel Santana, Antonio Mingote, José Luis Ozores, Alfonso Sánchez, Julia Gutiérrez Caba, Camilo José Cela, Pastora Imperio, Ricardo Zamora, Carmen Amaya, Pinito del Oro, Salvador Dalí, Imperio Argentina, Narciso Yepes, Joan Miró, José Camón Aznar, Antoni Tàpies, Victoria de los Ángeles, Rafael Rivelles, Fernando Rey, Alfredo Mayo y Nicanor Zabaleta Sara Montiel.

## Versión chilena
Entre 1965 y 1966 se realizó en Chile una versión del programa español. Era emitido por Canal 9 (perteneciente a la Universidad de Chile) y era conducido por Enrique Bravo Menadier.